# Azam Football Club
El Azam Football Club es un equipo de fútbol de Tanzania que juega en la Liga tanzana de fútbol, la liga de fútbol más importante del país.

## Historia
Fue fundado el 24 de junio de 2007 en la capital Dar es Salaam con el objetivo de conseguir los majores jugadores posibles para lograr el ascenso a la Liga tanzana de fútbol en el menor tiempo que se pudiera. Cumplieron el objetivo para el año 2008/09 y en el año 2011/12 lograron la hazaña de quedar en segundo lugar de la Liga, obteniendo un boleto para su primer torneo internacional, la Copa Confederación de la CAF 2013.
En la temporada 2013/14 consiguieron ganar su primer título de liga y la clasificación por primera ocasión a la Liga de Campeones de la CAF.

## Palmarés
- Liga tanzana de fútbol (1): 2014
- Supercopa de Tanzania: (1): 2016
- Copa Mapinduzi (5): 2012, 2013, 2017, 2018, 2019
- Copa de Clubes de la CECAFA (2): 2015, 2018

## Participación en competiciones de la CAF
| Temporada | Torneo                       | Ronda      | Club                 | Casa | Visita | Global      |
| --------- | ---------------------------- | ---------- | -------------------- | ---- | ------ | ----------- |
| 2013      | Copa Confederación de la CAF | Preliminar | El Nasir FC          | 5-0  | 3-1    | 8-1         |
| 2013      | Copa Confederación de la CAF | 1          | BYC II               | 2-1  | 0-0    | 2-1         |
| 2013      | Copa Confederación de la CAF | 2          | FAR Rabat            | 0-0  | 1-2    | 1-2         |
| 2014      | Copa Confederación de la CAF | Preliminar | Ferroviário da Beira | 1-0  | 0-2    | 1-2         |
| 2015      | Liga de Campeones de la CAF  | Preliminar | Al-Merrikh SC        | 2-0  | 0-3    | 2-3         |
| 2016      | Copa Confederación de la CAF | 1          | Bidvest Wits FC      | 4-3  | 3-0    | 7-3         |
| 2016      | Copa Confederación de la CAF | 2          | ES Tunis             | 2-1  | 0-3    | 2-4         |
| 2017      | Copa Confederación de la CAF | 1          | Mbabane Swallows     | 1-0  | 0-3    | 1-3         |
| 2021/22   | Copa Confederación de la CAF | 1          | Horseed FC           | 3-1  | 1-0    | 4-1         |
| 2021/22   | Copa Confederación de la CAF | 2          | Pyramids FC          | 0-0  | 0-1    | 0-1         |
| 2022/23   | Copa Confederación de la CAF | 2          | Al Akhdar SC         | 2-0  | 0-3    | 2-3         |
| 2023/24   | Copa Confederación de la CAF | 1          | Bahir Dar Kenema FC  | 2-1  | 1-2    | 3-3 (3-4 p) |
| 2024/25   | Liga de Campeones de la CAF  | 1          | APR FC               | 1-0  | 0-2    | 1-2         |

## Entrenadores
- Athuman Kikila (2004)
- Mohamed Seif (2004–2008)
- Neider dos Santos (2008–2009)
- Itamar Amorim (2009–2010)[1]
- Stewart Hall (2010–2012)[2]
- Boris Bunjak (2012)[3]
- Stewart Hall (2012–2013)[4][5]
- Joseph Omog (2013-2015)[6][7]
- George Nsimbe (Interino) (2015)
- Stewart John Hall (2015–2016)
- Dennis Kitambi (Interino) (2016)
- Zeben Hernández (2016)[8]
- Idd Cheche (interino-2017)[9]
- Aristică Cioabă (2017-2018)[9]
- Idd Cheche (Interino) (2018)
- Hans van der Pluijm (2018–2019)
- Meja Mstaafu Abdul Mingange (Interino) (2019)
- Etienne Ndayiragije (2019)
- Aristică Cioabă (2019–2020)
- George Lwandamina (2020-2021)
- Abdihamid Moallin (2021-2022)
- Mohamed Badru (interino) (2022)
- Dennis Jean Lavagne (2022)
- Kali Ongala (2022-2023)[9]
- Youssoupha Dabo (2023-)

## Gerencia
| Puesto                           | Nombre                           |
| -------------------------------- | -------------------------------- |
| Presidente                       | Abubakar Bakhresa                |
| Vicepresidente                   | Said Mohamed                     |
| Vocero                           | Shani Cristoms                   |
| Secretario General               | Nassor Idrissa                   |
| Asistente del Secretario General | Twalib Suleiman Chuma            |
| Tesorero                         | Abdul Karim Shermohamed Bahadour |
| Diseñador Web                    | Patrick Kahemele                 |